# Alexius Neukomm
Alexius Neukomm (* 17. Juli 1570 in Lindau; † 27. Februar 1627 ebenda) war ein deutscher lutherischer Geistlicher.

## Leben
Mit 16 Jahren besuchte Alexius Neukomm die Universität Tübingen und erlangte dort den Magistertitel. Durch seine Disputation De invocatione Sanctorum erlangte er solchen Ruhm, dass er ein Jahr später Hofprediger des Markgrafen zu Baden wurde. Im Jahr 1599 erhielt er eine Predigerstelle in Lindau. Alexius Neukomms Markenzeichen waren seine ständigen Streitereien, die er mit Kollegen und Bürgern hatte.

„Mit Gott hindurch, wo es am dicksten.“

Am 6. November 1626 erhielt Neukomm seinen Absetzungsbescheid, da er sich der Wiedereinführung der Privatbeichte in Lindau widersetzte. Er predigte trotzdem weiterhin, was von den Bürgern der Stadt gutgeheißen wurde. Es kam zu Tumulten, und der Städtische Rat stellte Neukomm schließlich wieder ein.
Der römisch-deutsche Kaiser Ferdinand II. gründete eigens dafür eine Kommission, die diesen Vorfall untersuchen sollte, und ließ Lindau durch kaiserliche Truppen besetzen.
Alexius Neukomm starb am 27. Februar 1627 durch Fremdeinwirkung seiner Frau. Sie wurde als Strafe mit dem Notar Johann Kees verheiratet.